# Jules Cronjager
Jules Cronjager, nato Jules Cronjaeger (Clausthal, 23 agosto 1871 – Culver City, 28 dicembre 1934), è stato un direttore della fotografia tedesco statunitense.
Fratello di Henry Cronjager, anche lui direttore della fotografia. I due fratelli emigrarono in America alla fine degli anni novanta dell'Ottocento. 

## Filmografia
- The Destroyers, regia di Ralph Ince (1916)
- His Wife's Good Name, regia di Ralph Ince (1916)
- The Combat, regia di Ralph Ince (1916)
- The Ninety and Nine, regia di Ralph Ince (1916)
- Intrigue, regia di John S. Robertson (1917)
- For France, regia di Wesley H. Ruggles (1917)
- The Bottom of the Well, regia di John S. Robertson (1917)
- A Nymph of the Foothills, regia di Frederick A. Thomson (1918)
- The Mating, regia di Frederick A. Thomson (1918)
- The Beloved Impostor, regia di Joseph Gleason (1918)
- Miss Dulcie from Dixie, regia di Joseph Gleason (1919)
- A Stitch in Time, regia di Ralph Ince (1919)
- Too Many Crooks, regia di Ralph Ince (1919)
- The Shadow of Rosalie Byrnes, regia di George Archainbaud (1920)
- Marooned Hearts, regia di George Archainbaud (1920)
- L'ultima porta (The Last Door), regia di William P.S. Earle (1921)
- Is Life Worth Living?, regia di Alan Crosland (1921)
- Handcuffs or Kisses, regia di George Archainbaud (1921)
- L'uomo di pietra (The Man of Stone), regia di George Archainbaud (1921)
- Chivalrous Charley, regia di Robert Ellis (1921)
- Reckless Youth, regia di Ralph Ince (1922)
- Sperduti sull'Oceano (Reported Missing), regia di Henry Lehrman (1922)
- Evidence, regia di George Archainbaud (1922)
- Love Is an Awful Thing, regia di Victor Heerman (1922)
- Una settimana d'amore (One Week of Love), regia di George Archainbaud (1922)
- L'ombra dell'Oriente (The Shadow of the East), regia di George Archainbaud (1924)
- La figlia della tempesta (The Storm Daughter), regia di George Archainbaud (1924)
- The Plunderer, regia di George Archainbaud (1924)
- The King of the Turf, regia di James P. Hogan (1926)
- Collegiate, regia di Del Andrews (1926)
- Soul of the Slums, regia di Frank R. Strayer (1931)
- Under Secret Orders, regia di Sam Newfield (1933)